# تيون كووبميينيرز
تيون كووبميينيرز (28 فبراير 1998 بكاستركوم في هولندا - ) (بالهولندية: Teun Koopmeiners)‏ هو لاعب كرة قدم هولندي يلعب في مركز الوسط مع نادي يوفنتوس في الدوري الإيطالي، ويلعب أيضاً مع المنتخب الهولندي.

## روابط خارجية
- تيون كووبميينيرز على موقع الاتحاد الأوربي (الإنجليزية)
- تيون كووبميينيرز على موقع قاعدة بيانات كرة القدم.إي يو (الإنجليزية)
- تيون كووبميينيرز على موقع ليكيب (الفرنسية)
- تيون كووبميينيرز على موقع ناشيونال فوتبول تيمز (الإنجليزية)
- تيون كووبميينيرز على موقع Soccerway.com (الإنجليزية)
- تيون كووبميينيرز على موقع عالم كرة القدم.نت (الإنجليزية)